# Vulgar Display of Power
Vulgar Display of Power ist das sechste Album der US-amerikanischen Metal-Band Pantera. Das Album wurde von Terry Date produziert und am 25. Februar 1992 via Atco Records veröffentlicht. Für über zwei Millionen verkaufter Exemplare in den USA wurde das Album mit Doppelplatin ausgezeichnet.
Vulgar Display of Power gehört zu den einflussreichsten Metalalben der 1990er Jahre und gilt als Wegbereiter des Groove Metal. Das Album wurde auch in das Referenzbuch 1001 Albums You Must Hear Before You Die aufgenommen.

## Entstehung

### Songwriting
Nach der Veröffentlichung des Vorgängeralbums Cowboys from Hell im Jahre 1990 spielte die Band zahlreiche Tourneen mit Bands wie Judas Priest, Exodus, Sepultura, Suicidal Tendencies und Prong. Als die Band ein Jahr später nach Hause kam gönnten sich die Mitglieder eine zweiwöchige Pause, bevor sie sich im Pantego Sound Studio in Pantego, Texas zum jammen trafen. Das Studio gehört dem Vater des Gitarristen Dimebag Darrell und des Schlagzeugers Vinnie Paul Jerry Abott. Jedes der vier Bandmitglieder wollte als Nächstes ein härteres, brutaleres Album aufnehmen als Cowboys from Hell es war. Dabei hatten die Musiker unterschiedliche Vorstellungen davon, dieses Ziel zu erreichen. Sänger Phil Anselmo hatte begonnen, Hardcore-Punk-Musik zu hören und wollte die ehrliche und streitlustige Qualität dieser Bands nachahmen. Schlagzeuger Vinnie Paul wollte viel mit seinem Doublebass-Spiel arbeiten. Bassist Rex Brown wiederum hörte Metallicas schwarzes Album und wollte genau das Gegenteil davon aufnehmen.

„Wir haben das „Black Album“ absolut beschissen gefunden. Diesen kommerziellen Sound konnten wir überhaupt nicht nachvollziehen. Das bestärkte uns noch mehr darin, eine ultraheftige Scheibe abzuliefern. Metallica haben uns quasi auf dem Silbertablett einen neuen Markt serviert. Wir wollten explodieren!“

Gitarrist Dimebag Darrell führte diese Visionen zusammen und schrieb den Großteil der Riffs und Songstrukturen. Die Ideen sammelte er auf einem Vierspurrekorder und stellte diese während der Jamsessions den anderen Musikern vor. Aus den Überresten der Sessions für Cowboys from Hell entstanden die Lieder A New Level, Regular People (Conceit) und No Good (Attack the Radical), von denen erste Demos erstellt wurden. Laut Schlagzeuger Vinnie Paul wollten Pantera mit Vulgar Display of Power das Vorgängeralbum Cowboys from Hell toppen, mit dem die Band dem definitiven Pantera-Sound nahegekommen wären. Metallicas schwarzes Album war in den Augen von Pantera eine Enttäuschung gewesen. Nun wollten Pantera die ihrer Meinung nach entstandene Lücke füllen und das härteste Album aller Zeiten aufnehmen.

### Aufnahmen
Für die Aufnahmen arbeitete die Band wie schon beim Vorgänger mit dem Produzenten Terry Date zusammen. Während von den drei vorab geschriebenen Liedern bereits Demoaufnahmen angefertigt wurden, wurde das restliche Material erst im Studio arrangiert. Der von den Musikern bereits festgelegte Klang der Gitarren wurde mit Dates Hilfe verfeinert. Neben den Gitarren lag der Fokus noch auf dem Schlagzeug. Nachdem der Klang der Instrumente festgelegt war, begannen die Musiker und Terry Date damit, die Lieder zu arrangieren und gleichzeitig aufzunehmen. Passagen wurden spontan und intuitiv zusammengefügt. Nach der Produktion von Vulgar Display of Power nahmen Pantera nie wieder vorab Demos auf.

„Wir wollten immer die ursprüngliche Atmosphäre der Lieder einfangen und der einzige Weg, dies zu schaffen, war es sie aufzunehmen, wie wir sie geschrieben haben. Wir haben einfach die natürliche Aggression eingefangen, die da war.“

Während der Aufnahmen nahm Vinnie Paul zuerst das Schlagzeug auf. Dann spielte Dimebag Darrell zuerst die Gitarre und danach Rex Brown den Bass ein. Von jedem Lied wurde zunächst eine Instrumentalversion aufgenommen, von denen Terry Date einen Rough-Mix anfertigte, den er auf Kassette überspielte und sich diesen dann während einer Autofahrt anhörte. Wenn Gitarre und Bass nicht synchron waren arbeiteten Darrell und Brown nach eigener Aussage teilweise stundenlang daran, dass ihre jeweiligen Instrumente ineinandergreifen und laut Brown „einen einzigen großen Ton erzeugten“. Darüber hinaus würde man aufgrund dieser Zusammenarbeit, die noch ohne moderne Software wie Pro Tools erfolgte, den Bass oft nicht hören.
Nach zwei Monaten unterbrach die Band die Aufnahmen und flog nach Moskau, um beim Festival Monsters of Rock aufzutreten. Neben Pantera spielten EST, The Black Crowes, Metallica und als Headliner AC/DC. Nach der Rückkehr aus Moskau wurden die Aufnahmen fortgesetzt. Inspiriert vom Auftritt in Moskau konnte die Band es kaum erwarten, die Aufnahmen fertigzustellen. Laut Phil Anselmo blutete die Musik regelgerecht aus ihnen heraus. Terry Date mischte nach Abschluss der Aufnahmen das Material. Anschließend flogen die Musiker nach New York City, wo das Album von Howie Weinberg gemastert wurde. Als die Band das fertige Album zum ersten Mal hörte, weinte Dimebag Darrell.

„Ich fragte ihn, ob alles in Ordnung sei. Und er sagte nur: „Es ist perfekt. Es ist perfekt. Es ist exakt, was ich immer wollte und wovon ich immer geträumt habe.“ Es bedeutete ihm so viel, dass er emotional wurde.“

### Veröffentlichung
Das Albumcover zeigt einen Mann, dem mit der Faust in das Gesicht geschlagen wird. Über dieses Bild waren jahrelang viele Mythen im Umlauf. So soll die Band jemanden auf der Straße angesprochen und ihm 10 US-Dollar pro Schlag angeboten haben. Laut Vinnie Paul waren 31 Schläge nötig um das perfekte Bild zu bekommen, sein Kollege Rex Brown sprach sogar von 32 Schlägen. Anlässlich des 25-jährigen Veröffentlichungsjubiläums des Albums stellte der Fotograf Brad Guice in einem Interview mit dem US-amerikanischen Magazin Loudwire klar, dass die auf dem Bild zu sehende Person namens Sean Cross nicht geschlagen wurde. Vielmehr wurde eine Faust an das Gesicht gehalten und die Person ein wenig an die Seite geschoben. Für die wehenden Haare wurde ein Ventilator benutzt.

„Wir wollten nicht Gewalt verherrlichen, das wäre eine völlig Mißinterpretation. Die Stimmung der Platte ist einfach dargestellt, nichts anderes.“

Mit Mouth for War, This Love, Hollow und Walk wurden vier Singles ausgekoppelt. Bis auf Hollow wurde für jede Single ein Musikvideo gedreht, die auf den Videoalben Vulgar Videos (erschien 1993) und 3 Vulgar Videos of Hell (erschien 1999) veröffentlicht wurden. Im Jahre 2012 veröffentlichte die Band das bislang unveröffentlichte Lied Piss, für das ebenfalls ein Musikvideo gedreht wurde. Zwei Bandmitglieder nutzten für Vulgar Display of Power neue Pseudonyme. Gitarrist Diamond Darrell änderte seinen Namen zu Dimebag Darrell und Bassist Rexx Rocker wurde zu Rex Brown.

### Wiederveröffentlichung
Anlässlich des 20-jährigen Jubiläums des Albums wurde Vulgar Display of Power am 15. Mai 2012 neu veröffentlicht. Die erste CD enthielt das Album in einer remasterten Version und als Bonus das Lied Piss. Laut Vinne Paul war Piss das einzige unveröffentlichte Lied der Bandgeschichte. Es wurde 1992 nicht veröffentlicht, weil die Musiker der Meinung waren, dass es nicht zu den restlichen Liedern des Albums passte. Darüber hinaus enthält die Neuveröffentlichung eine DVD mit sechs Liedern, die bei Panteras Auftritt im Rahmen der Monsters-of-Rock-Tournee im italienischen Reggio nell’Emilia mitgeschnitten wurde.

## Hintergrund
Der Albumtitel stammt aus dem Horrorfilm Der Exorzist, in dem ein Jesuitenpater versucht, bei einem vom Teufel besessenen Mädchen einen Exorzismus durchzuführen. Als der Pater das Mädchen fragt, ob sie nicht ihre Fixierung lösen um sich selbst von Bösen zu befreien antwortet das Mädchen „That's much too vulgar a display of power.“ Die Texte wurden vom Sänger Phil Anselmo geschrieben. Anselmos Texte handeln nach eigener Aussage von der Wahrheit, so hässlich sie auch sein möge. Als Vorbild nahm Anselmo Henry Rollins und dessen Fähigkeit, sich selber erlebte Traumata und Turbulenzen in Texten von der Seele zu schreiben.
Mouth for War handelt davon, seinen Hass in etwas Produktives zu kanalisieren. So könne man verhindern, dass man andere Menschen durch Gewalttaten oder sich selbst schaden, indem man ins Gefängnis gesperrt wird. Das Lied A New Level wurde im Studio geschrieben und live aufgenommen. Der Text bezieht sich zum einen auf den Albumtitel, zum anderen auf die Erlebnisse der Band beim Festival in Moskau. Laut Phil Anselmo handelt das Lied auch über einen persönlichen Triumph. Walk wurde für Freunde der Bandmitglieder geschrieben, die die Musiker nach der Rückkehr von der Tour zum Album Cowboys from Hell plötzlich anders behandelten und dachten, dass Pantera jetzt Rockstars wären. Mit dem Text wollte Phil Anselmo ihnen sagen, dass sie ihre Attitüde nehmen und gehen sollten. Außerdem würde es laut Dimebag Darrell um Leute gehen, die sich plötzlich gegenüber der Band als Freunde bezeichnen, hinter den Rücken der Musiker aber nur Schlechtes über die Band erzählen würden.
Mit dem Lied Fucking Hostile kritisiert die Band die Kirche und die Politik, die eine Art Zensur durchsetzen wollen. Als Beispiel nannte Anselmo die Texte von Death-Metal-Bands, die seiner Meinung nach völlig fiktiv wäre. Seiner Meinung nach sollten Eltern ihre Kinder besser auf das Leben vorbereiten. Außerdem geht es laut Darrell in dem Lied um Korruption bei der Polizei. Das Feedback am Ende des Liedes kam dadurch zustande, dass Sänger Phil Anselmo das Mikrofon in einem Mistkübel warf, in dem Hähnchenschenkel und Grillsauce vom Abendessen waren. Sein Gesang wurde teilweise mit Dimebag Darrells Vierspurrekorder aufgenommen, den er sonst für seine Gitarren verwendet. Das Lied This Love schrieb Phil Anselmo über eine frühere Beziehung, die ihn wütend gemacht hat.
No Good (Attack the Radical) ist laut Phil Anselmo ein Statement der Band gegen Rassismus und Gewalt. Es gäbe wichtigere Dinge als die Hautfarbe eines Menschen, und er habe nie verstanden, „daß gerade bei uns, im angeblich freizügigsten Land der Welt, Rassisten Jagd auf Schwarze und Andersdenkende machen.“ Mit dem Lied Rise will die Band die Menschheit aufmuntern, andere Menschen zu unterstützen und nicht nur Menschen der gleichen Rasse. Live in a Hole beschreibt die Schwierigkeiten, die Menschen mit sozialer Phobie haben und meinen, dass Isolation der einzige Weg für sie sei. Dabei finden sie allerdings keinen inneren Frieden. Hollow schrieb Phil Anselmo für einen Freund, der ins Koma fiel. In einem anderen Interview sagte Phil Anselmo, dass es in This Love und Hollow auch um den Verlust von Menschen geht, die z. B. Selbstmord begangen haben.

## Rezeption

### Rezensionen
Das Album wurde in zeitgenössischen Kritiken positiv bewertet. Götz Kühnemund vom deutschen Magazin Rock Hard verglich den Klang des Albums „mit den groovigeren Metallica-Stücken“ und lobte sowohl die „wuchtige“ Rhythmussektion wie auch die „abwechslungsreiche Gitarrenarbeit und die ungeheuer brutalen, extrem rohen, aber immer kontrollierten Vocals“ Phil Anselmos. Er gab dem Album neun von zehn Punkten. Uwe „Buffo“ Schnädelbach vom deutschen Magazin Metal Hammer ist das Album für eine Thrash-Veröffentlichung „erstaunlich abwechselungsreich ausgefallen, da man den Bleifuß mehr als einmal vom Gaspedal nimmt und jede Menge geile langsamen bzw. midtempolastige Parts geschickt eingabaut hat“. Schnädelbach vergab sieben von sieben Punkten. Steve Huey vom Onlinemagazin Allmusic beschrieb das Album als „rauhe, pulverisierende, irrsinnig intensive Darstellung nackter Wut und Feindlichkeit“. Pantera ebneten mit diesem Album „den Weg für Alternative-Metal-Bands wie Korn oder Tool“.

### Bedeutung
In der 500 Titel umfassenden Bestenliste des Magazins Rock Hard wurde das Album auf Platz 333 geführt. Thomas Kupfer schrieb, dass Vulgar Display of Power einen großen Einfluss auf spätere Nu-Metal-Bands wie Korn zu und resümierte: „Vulgar Display of Power zeigt eine junge, hungrige Band auf dem Zenit ihres Könnens.“ Das Rock Hard setzte das Album ferner auf Platz 19 ihrer Liste der 25 besten Thrash-Metal-Alben. Die Redaktion des deutschen Magazins Visions setzte das Album 2005 auf Platz 122 seiner 150 Alben für die Ewigkeit. Das britische Magazin Q zählte Vulgar Display of Power im Jahre 2001 zu den 50 härtesten Alben aller Zeiten.
Das US-amerikanischen Onlinemagazin Loudwire kürte Vulgar Display of Power zum besten Metal-Album der 1990er Jahre und zum besten Pantera-Album. In der Liste der zehn besten Pantera-Lieder belegte This Love Platz sieben, Mouth for War Platz fünf, Fucking Hostile Platz drei und Walk Platz eins. Außerdem belegte Regular People Platz drei einer Liste der zehn besten Metalsongs, die nie live gespielt wurden. Das Magazin IGN führte Vulgar Display of Power auf Platz elf der einflussreichsten Heavy-Metal-Alben aller Zeiten. Dabei wurden Pantera dafür gelobt, dass negative Aspekte des Genres wie Hass, Wut, Gewalt und Verzweiflung in positive Gedanken unwandelten, wie De La Soul es im Rap gemacht haben.
Für den ehemaligen Schlagzeuger der Band Dream Theater Mike Portnoy war Vulgar Display of Power das Album, das den Metal in den 1990er Jahren gerettet hat. Ferner setzte Portnoy Dimebag Darrell auf eine Stufe mit Gitarristen wie Eddie Van Halen oder Randy Rhoads. Kerry King von der Band Slayer bezeichnete Vulgar Display of Power als Panteras Reign in Blood. Laut Megadeth-Bassist Dave Ellefson hatten Pantera mit Shredding, Phil Anselmo als wütenden Sänger und dieser Groove-Prahlerei drei Schlüsselelemente für die zukünftige Entwicklung des Genres.

## Kommerzieller Erfolg

### Chartplatzierungen
Erstmals in der Bandgeschichte konnten sich Pantera in den Alben- bzw. Singlecharts platzieren. Vulgar Display of Power erreichte Platz 44 der US-amerikanischen Albumcharts. Im Vereinigten Königreich belegte das Album Platz 64 und in Deutschland Platz 69. Die Singles Mouth for War und Walk konnten sich in den britischen Singlecharts platzieren und erreichten dort die Plätze 73 bzw. 35.

„Ich saß Jahre lang im Studio und las das Billboard-Magazin. Als ich jetzt die Albumcharts las und unser Album dort fand warf mich um. Auch wenn es nur Platz 44 war, es war unbeschreiblich. Es ist schwer zu beschreiben, wie schnell alles passierte. Ein Traum wurde wahr. Die viele harte Arbeit zahlte sich aus.“

### Auszeichnungen für Musikverkäufe
In den Vereinigten Staaten wurde Vulgar Display of Power von der Recording Industry Association of America am 9. Februar 1993 mit einer Goldenen Schallplatte ausgezeichnet. Am 7. November 1997 erhielt das Album Platin und am 7. Juli 2004 Doppelplatin. In Australien erhielt das Album Platin. Mit Gold wurde das Album im Vereinigten Königreich und in Kanada ausgezeichnet.
| Land/Region                  | Auszeichnungen für Musikverkäufe (Land/Region, Auszeichnung, Verkäufe) | Verkäufe  |
| ---------------------------- | ---------------------------------------------------------------------- | --------- |
| Argentinien (CAPIF)          | Gold                                                                   | 30.000    |
| Australien (ARIA)            | Platin                                                                 | 70.000    |
| Dänemark (IFPI)              | Platin                                                                 | 20.000    |
| Kanada (MC)                  | Gold                                                                   | 50.000    |
| Neuseeland (RMNZ)            | Gold                                                                   | 7.500     |
| Vereinigte Staaten (RIAA)    | 2× Platin                                                              | 2.000.000 |
| Vereinigtes Königreich (BPI) | Gold                                                                   | 100.000   |
| Insgesamt                    | 4× Gold · 4× Platin ·                                                  | 2.277.500 |

## Weiterverwendung
In den neunziger Jahren verwendete MTV Ausschnitte von Liedern des Albums für die Eröffnungs- und Schlusssequenz von Headbangers Ball. Besonders gerne wurde der Anselmo-Schrei „Hostile“ aus dem Lied Fucking Hostile verwendet. Der deutsche TV-Sender VIVA verwendete Ausschnitte des Videoclips für Mouth for War für die Anfangssequenz der Sendung Metalla. Die Lieder Mouth for War, This Love, Rise und Regular People (Conceit) dienten als Vorlagen für einen Teil der von Robert Prince komponierten Hintergrundmusik für den Ego-Shooter Doom. Der Schweizer Komponist Stefan Keller verarbeitete in seinem Werk driven ein Riff aus dem Lied By Demons Be Driven.
Während der COVID-19-Pandemie im Frühjahr 2020 veröffentlichten Pantera ein limitiertes T-Shirt. Es zeigt das leicht abgeänderte Covermotiv des Albums Vulgar Display of Power. Die Person, die geschlagen wird, trägt eine Atemschutzmaske, während die schlagende Person Schutzhandschuhe trägt. Unter dem Bild stehen die Zeilen „Be yourself, by yourself. Stay away from me!“ aus dem Liedtext, was eine Erinnerung an die räumliche Distanzierung, mit der eine Ausbreitung des Virus verhindert werden soll. 40 Prozent der Einnahmen werden gespendet. Bis Mai 2020 kamen so rund 100.000 US-Dollar zusammen.